# Plistarco
Plistarco (in greco antico: Πλείσταρχος?, Plèistarchos; ... – 458 a.C.) fu re di Sparta dal 480 a.C. al 458 a.C.

## Biografia
Figlio di Leonida I e di Gorgo, succedette al padre caduto nella battaglia delle Termopili nel 480 a.C.
A causa della sua giovane età la reggenza venne affidata dapprima a suo zio Cleombroto e, alla morte di quest'ultimo (479 a.C.), a suo figlio Pausania, cugino dello stesso Plistarco.
L'anno successivo alla vittoria di Platea, Pausania fu accusato di tradimento (478 a.C.) e rinunciò alla reggenza: in quell'occasione Plistarco si insediò definitivamente sul trono agiade di Sparta.
Dopo la morte di Plistarco (458 a.C.), in mancanza di figli del re, divenne sovrano il parente maschio più prossimo, Plistoanatte, il figlio di Pausania. Dato che anche questo re ascese al trono da bambino, la reggenza al trono fu esercitata dallo zio Nicomede.